# Jablonec nad Nisou
Pour les articles homonymes, voir Jablonec.
Jablonec nad Nisou (API : [jablonɛts ˈnad ɲɪsoʊ̯] ; en allemand : Gablonz an der Neiße) est une ville de la région de Liberec, en Tchéquie, et le chef-lieu du district de Jablonec nad Nisou. Sa population s'élevait à 46 209 habitants en 2025.
La ville est célèbre pour son architecture moderne, notamment ses bâtiments de style Art nouveau et Bauhaus.

## Géographie
Jablonec nad Nisou est arrosée par la Neisse, et se trouve à 10 km au sud-est de Liberec et à 89 km au nord-est de Prague.
La commune est limitée par Janov nad Nisou au nord, par Lučany nad Nisou et Nová Ves nad Nisou à l'est, par Pěnčín, Maršovice, Dalešice et Pulečný au sud, et par Rychnov u Jablonce nad Nisou, Rádlo et Liberec à l'ouest.

## Étymologie
Plusieurs théories s'affrontent sur l'étymologie du nom de la ville. Les Tchèques y voient un dérivé de jabloň (« pommier ») et pensent que les premiers habitants (Allemands) de la ville se sont établis autour d'un relais de poste où poussaient des pommiers.
D'autres pensent que le nom est dérivé du bas latin gabulum (taxe de douane) parce qu'une taxe aurait été perçue dans cette région de frontière. En renfort de cette théorie vient le fait que la plupart des noms similaires (Jablonné, Jablunkov) sont liés à des lieux eux aussi frontaliers. Enfin, il ne faut pas écarter l'hypothèse d'une origine germanique : Gabel signifiant « fourche » et Gablonz an der Neisse se situant au confluent des rivières Neisse, Novoveska et Lučanská.

## Histoire
Très tôt, en particulier depuis Ottokar II de Bohême, les rois de Bohême ont fait appel aux colons allemands pour peupler leurs terres. La première mention de Gablonz date de 1356.
La ville est incendiée lors des guerres hussites puis lors du règne de Georges de Poděbrady. À partir de la Renaissance et du développement de la verrerie, la ville reprend vie. Le développement depuis lors est continu et s'intensifie avec l'industrie de la bijouterie au XVIIIe siècle.
Jusqu'en 1918, la ville faisait partie de la monarchie autrichienne (empire d'Autriche), puis Autriche-Hongrie (Cisleithanie après le compromis de 1867), district de Gablonz (puis Gablonz an der Neisse), chef-lieu d'un des 94 Bezirkshauptmannschaften en Bohême.
En 1808, le bourg obtient le statut de ville, statut confirmé par un décret de François-Joseph Ier en 1866. L'arrivée du chemin de fer en 1888 aide le développement des exportations de bijouterie dans toute l'Europe.
Au terme des crues catastrophiques de la Neisse et de l'Oder en 1897 (30 juillet - 5 août), les autorités autrichiennes décident d'équiper la vallée d'une série d'ouvrages écrêteurs de débit : dans le faubourg de Mšeno nad Nisou (Mšeno-sur-Neisse), elles font construire entre 1906 et 1909 le barrage de Mšeno.
La crise de 1929 a durement affecté l'industrie du bijou et par conséquent la ville qui en vivait.
En octobre 1938, la ville, très majoritairement habitée par une population allemande, est annexée par le Reich, conformément aux accords de Munich en ce qui concerne la Région des Sudètes. Après la défaite de l'Allemagne nazie, les décrets Beneš (1945) contraignent la population allemande de la ville à s'exiler, laissant la place aux Tchèques qui l'appellent désormais exclusivement Jablonec. La célèbre industrie de bijoux en verre de Gablonz, des maîtres verriers Hoffmann et Schlevogt cesse d'exister sur place, mais des Sudètes expulsés la recréent dans le quartier Neugablonz de la ville souabe de Kaufbeuren.
Jablonec est un centre touristique et sportif très actif avec une piscine, trois terrains de football, un stade d'athlétisme, une patinoire pour jouer au hockey, treize centres de gym et seize terrains de sport divers.

## Galerie

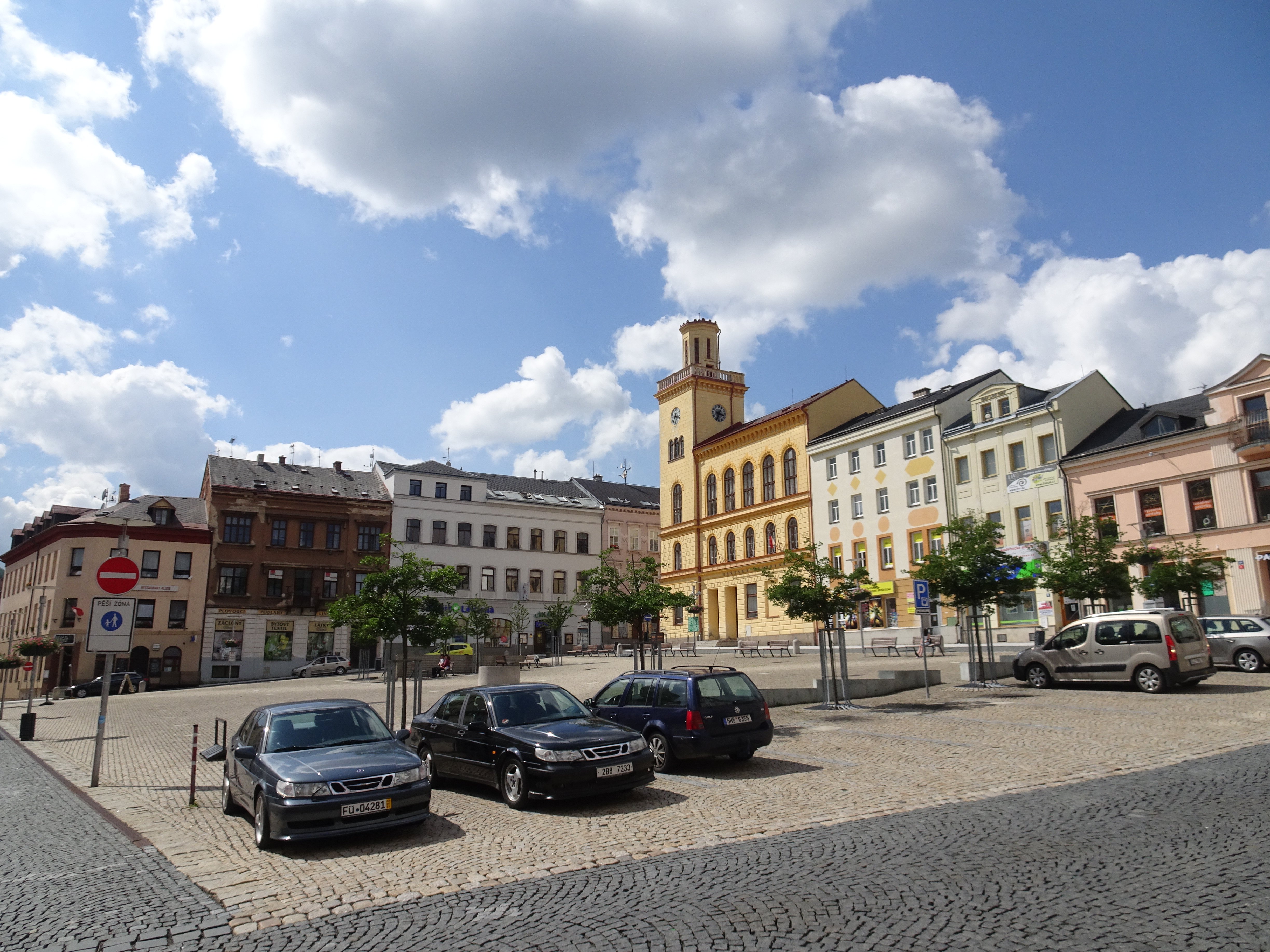
Place Dolní.
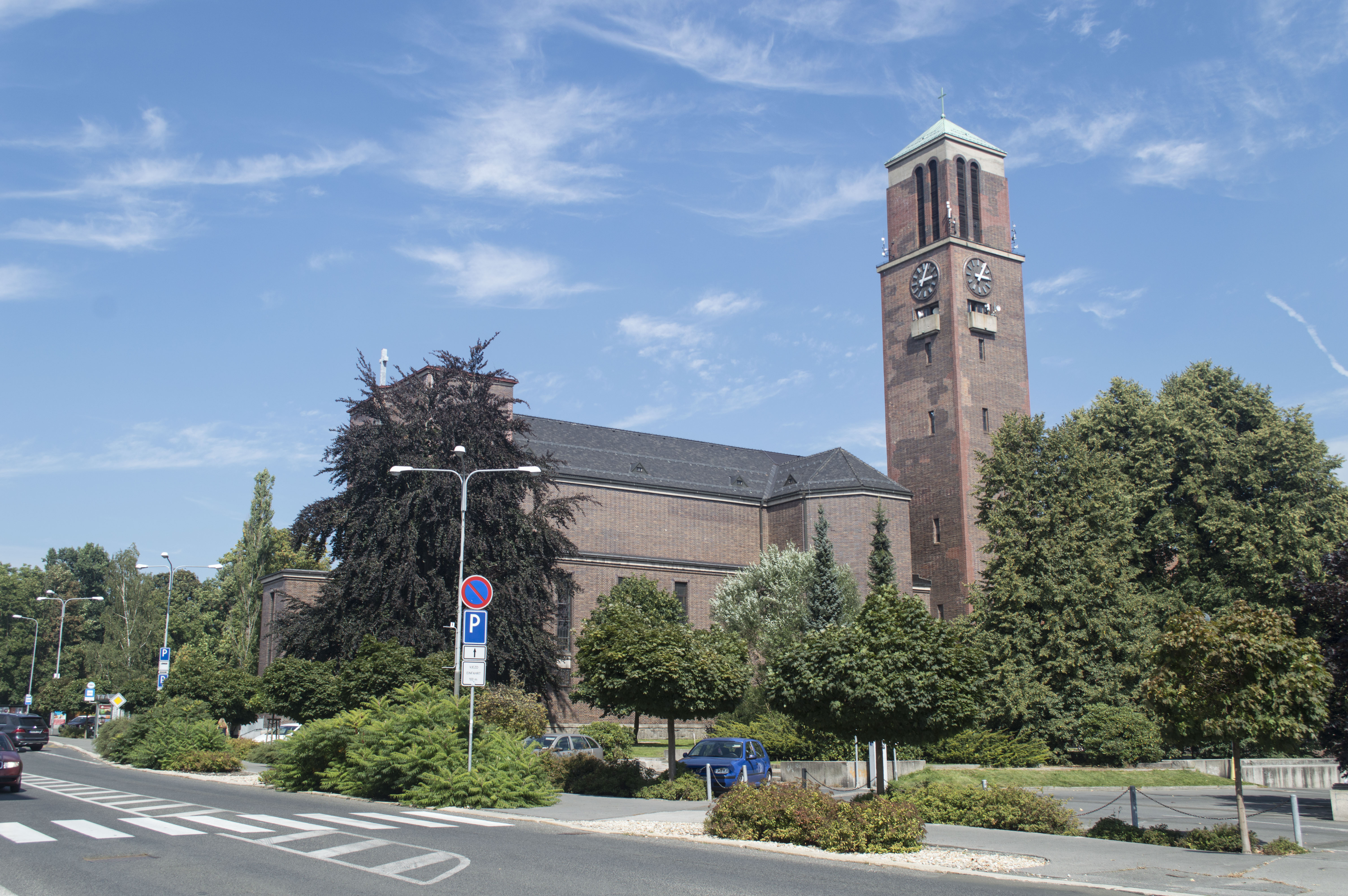
Église du Sacré Cœur.

## Population
Recensements (*) ou estimations de la population :
| 1869*  | 1880*  | 1890*  | 1900*  | 1910*  | 1921*  | 1930*  | 1950*  | 1961*  |
| ------ | ------ | ------ | ------ | ------ | ------ | ------ | ------ | ------ |
| 12 705 | 15 560 | 22 833 | 31 993 | 43 242 | 39 147 | 50 084 | 32 749 | 36 116 |

| 1970*  | 1980*  | 1991*  | 2001*  | 2011*  | 2015   | 2016   | 2017   | 2018   |
| ------ | ------ | ------ | ------ | ------ | ------ | ------ | ------ | ------ |
| 36 679 | 42 179 | 45 937 | 45 266 | 44 567 | 45 594 | 45 510 | 45 702 | 45 771 |

| 2019   | 2020   | 2021*  | 2022   | 2023   | 2024   | 2025   | - | - |
| ------ | ------ | ------ | ------ | ------ | ------ | ------ | - | - |
| 45 802 | 45 773 | 44 486 | 44 588 | 45 830 | 46 226 | 46 209 | - | - |

## Patrimoine
Patrimoine civil
- Le nouvel hôtel de ville, construit entre 1931 et 1933 par l’architecte K. Winter, est un des premiers exemples de style fonctionnaliste.
- L'ancien hôtel de ville, édifice à trois étages flanqué d'une tour d'angle, avait été édifié entre 1867 et 1869 par l’architecte Gustav Sachers, de Liberec.
- Le musée du verre et de la joaillerie, de style Art nouveau, était à l'origine le siège de la firme Zimmer & Schmidt. Il abrite depuis peu un cabinet des médailles et une collection numismatique ; tous les objets présentés sont des exemples d'art régional (Sudètes).

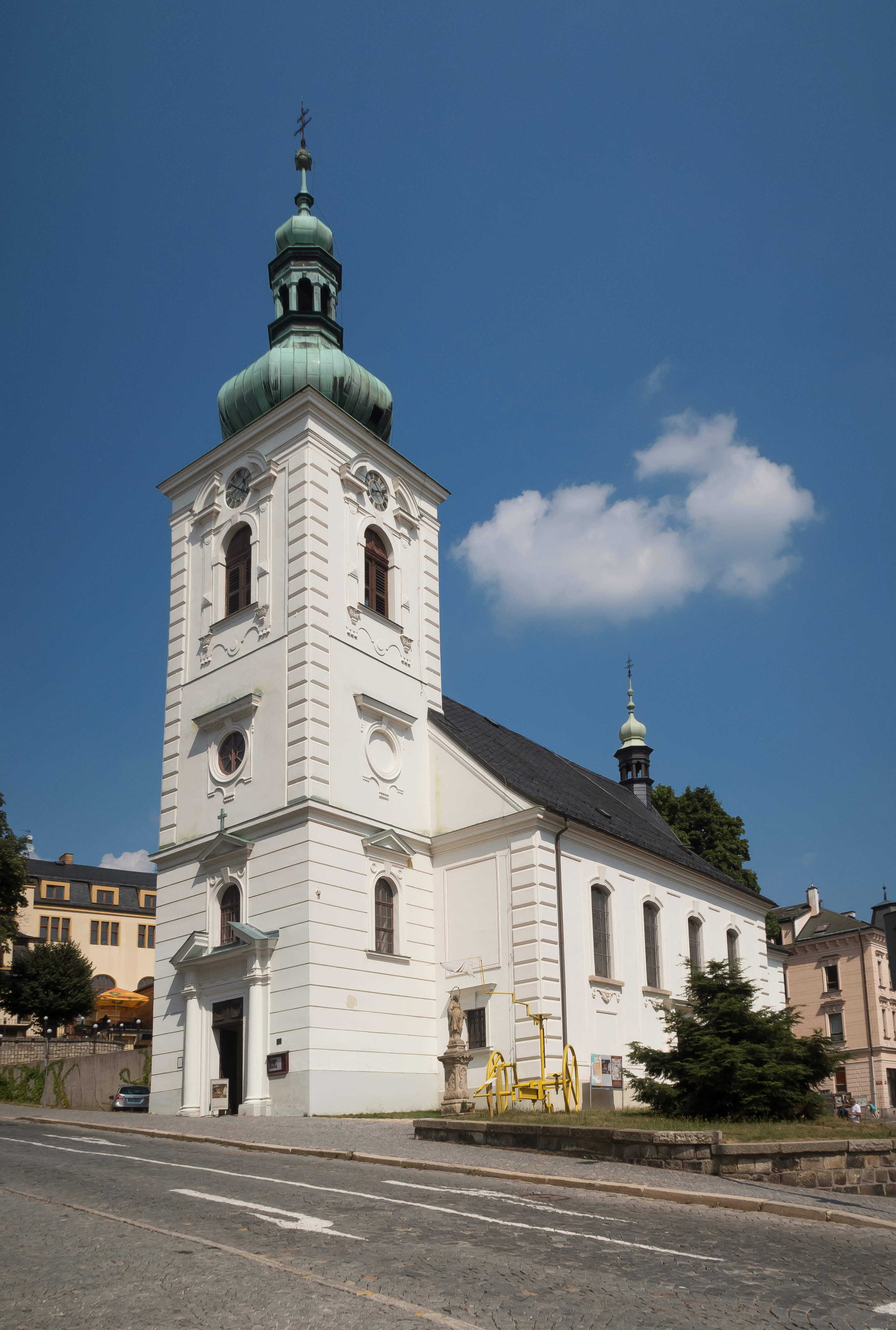
Jablonec nad Nisou, l'église Sainte-Anne

- Le théâtre municipal (Městské divadlo) est un édifice de style Art nouveau, construit sur des plans des architectes viennois Fellner et Helmer (1906–1907), à qui l'on doit d'ailleurs les théâtres de Gießen et de Klagenfurt, identiques.
- La Salle d'armes (1761) était gérée par le club d'escrime de Gablonz. Elle a été reconvertie en maison des Sports et de la Culture dans les années 1870–1871.
- Le restaurant Petřín (anciennement Nickelkoppe ; 1906), à l'extrémité sud de la ville, possède une tour d’observation d'une hauteur de 20 m.
- La galerie du Belvédère, l'un des plus vieux édifices de la ville (mentionné dès 1773), comporte deux étages et une mansarde du baroque tardif.
- Le belvédère de Schwarzbrunn (1905) est une tour d'observation en granite. Elle est l’œuvre de l’architecte local Hemmrich.

Patrimoine religieux
- L’église catholique Sainte-Anne (1685–1687) est une église baroque à une seule nef, dotée d'un presbytère polygonal.
- L’ancien temple protestant, datant du début du XVIIIe siècle, possède une façade Néo-Renaissance de la fin du XIXe siècle. Il est remarquable par la statue de la Sainte-Vierge, et par sa Croix du Pardon (1666), haute de 1 m sur l'un des côtés.

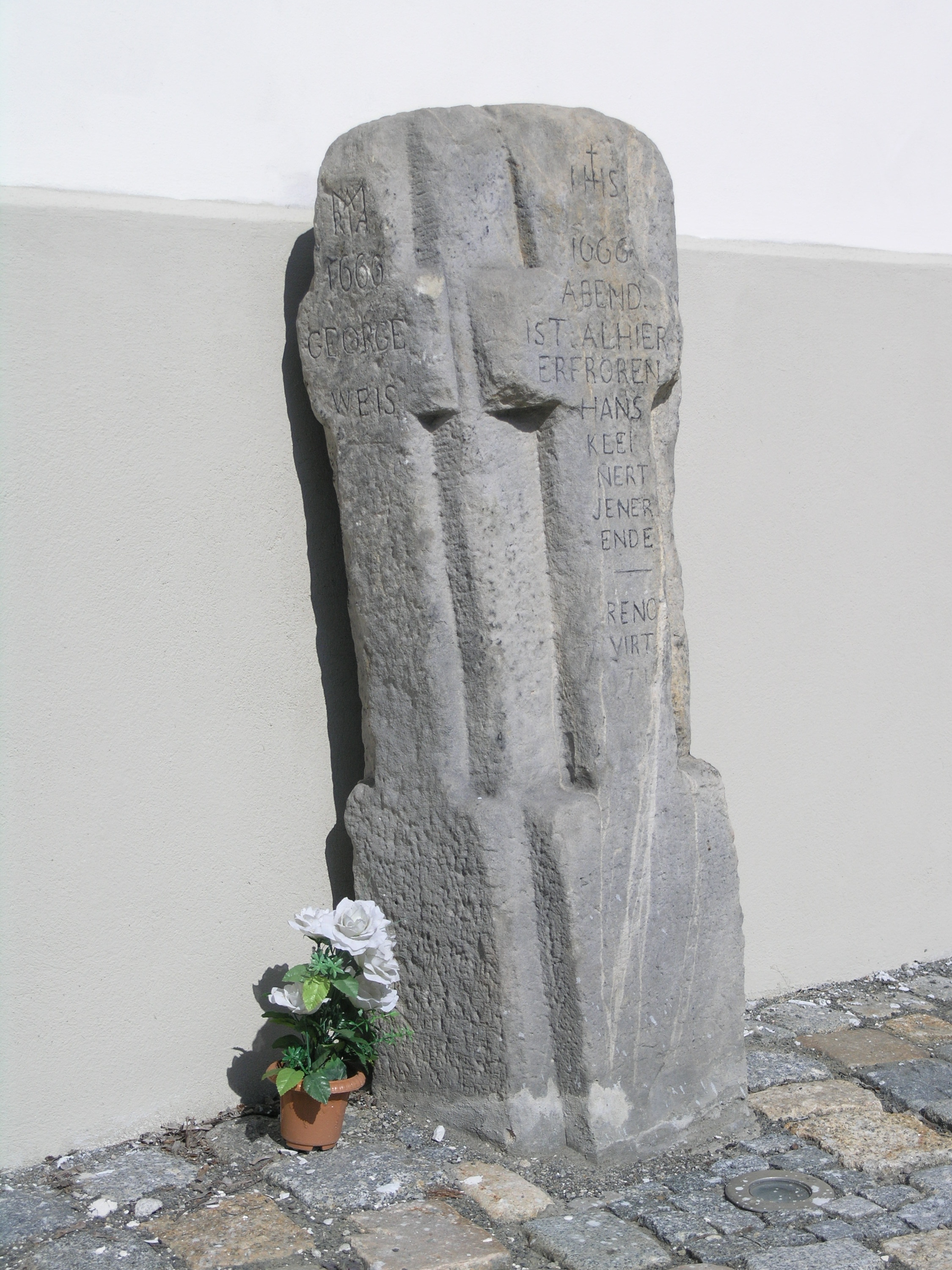
Crucifix contre l’église Sainte-Anne.

- L’église catholique du Sacré-Cœur (1930–1931) est une église à triple nef couverte de tuiles d'ardoise, avec un transept et une tour carrée. Elle est l’œuvre de l’architecte Josef Zasche (1871–1957), originaire du faubourg de Gablonz.
- L’église de la Sainte-Croix, d’obédience vieille-catholique, a été édifiée entre 1900 et 1902 dans le style Art nouveau, sur un projet de l'architecte Josef Zasche.
- Le temple protestant (1892) est une église Néo-gothique à une nef et tour carrée en façade. Il est l’œuvre de l’architecte Arwed Thamerus.

Patrimoine naturel
- La crête de Proschwitz (Nad Prosečí), entre Jablonec et Liberec, constitue une destination appréciée des randonneurs, qui y trouvent un refuge et une tour de guet.
- Les sources de la Neisse (Nisa) se trouvent à Nová Ves nad Nisou (Neudorf) : prendre la grand-rue vers Lučany nad Nisou (Wiesenthal).

## Transports
Par la route, Jablonec nad Nisou se trouve à 11 km de Semily, à 11 km de Liberec et à 108 km de Prague.

## Sport
La ville abrite le club de football FK Baumit Jablonec et le club de hockey HC Vlci Jablonec. C'est la ville natale de Tomáš Janků, un brillant sauteur en hauteur, et de Barbora Špotáková, championne du monde de javelot. La biathlète Gabriela Soukalová est également née dans cette ville.

## Économie
La Monnaie tchèque (Česká mincovna) est établie à Jablonec nad Nisou. Ses ateliers de fabrication de monnaies y sont situés depuis la Révolution de velours, alors que la Slovaquie conservait la Monnaie de Kremnica (Mincovňa Kremnica) à Kremnica.
La société ŠKODA LIAZ a.s. possède une usine à Jablonec nad Nisou et emploie quelque 1 000 salariés à la fabrication de pièces de rechange pour camions et autobus.

## Jumelages
La ville de Jablonec nad Nisou est jumelée avec:
- Bautzen (Allemagne)
- Jelenia Góra (Pologne)
- Kaufbeuren (Allemagne)
- Marsciano (Italie)
- Renaix (Belgique)
- Zwickau (Allemagne)

### Personnalités
- Roman Dressler (1889-1963), peintre, né et mort à Jablonec nad Nisou
- Gabriela Suvová (1972-), biathlète
- Johan Volny (1985-)